# Joseph Manton (armeiro)
Joseph Manton (Grantham, 6 de abril de 1766 — Londres, 29 de junho de 1835), foi um armeiro britânico que inovou o tiro esportivo, melhorou a qualidade das armas e abriu o caminho para o moderno projétil de artilharia. Manton era um atirador esportivo auto didata e amigo do Coronel Peter Hawker.

## Armeiro
De 1780 a 1781, Manton' foi o primeiro aprendiz de um fabricante de armas em Grantham. Ele trabalhou com seu irmão mais velho, John, de 1781 em diante. Ele produzia cerca de 100 armas anualmente, incluindo pistolas de duelo e espingardas.

## Tubo de percussão
No início do século XIX (cerca de 1814), Manton' inventou a "tube lock" "tubo de percussão" (ou "pílula"), um aprimoramento da "scent bottle lock" "percussão de frasco de perfume" de Alexander Forsyth. Em vez de armazenar uma reserva de fulminante em um recipiente, ele agora usava pequenos tubos de latão (ou "pastilhas" ou "pílulas") descartáveis. A "cabeça" do cão da arma foi afiada; quando ele atingia o tubo, este era esmagado, fazendo com que o fulminante detonasse.
Principais componentes do sistema "tube lock" de Manton
- O cão em forma de "bigorna".
- Ilustração do "tubo de percussão".

Embora mais confiável do que o projeto de Forsyth e adotado por muitos desportistas durante o período da Regência (e uma variante para o exército austríaco), foi rapidamente ofuscado pela espoleta de percussão (inventada em 1822), que foi adotada pelos exércitos da Grã-Bretanha, França, Rússia, e a América para substituir a pederneira.

## Artilharia
A maior parte da carreira de Manton transcorreu em controvérsias com o Exército britânico. Manton conseguiu despertar o interesse do Exército na compra de uma versão maior de seu design "wooden cup" ("copo de madeira") para ser usado na artilharia estriada.
Manton trabalhou incansavelmente para melhorar a precisão do tiro do canhão. Ele criou um novo tipo de munição. Primeiro, a munição era carregada em um canhão de cano estriado; em segundo lugar, a bala de canhão era fixada ao "copo de madeira" que se encaixava nas ranhuras estriadas do canhão, que por sua vez era conectada a um saco de pólvora, eliminando assim a necessidade de a pólvora e a bala serem carregadas separadamente.
A ideia de fixar a pólovora por trás da bala em um cartucho descartável é a base para o design moderno das munições. Isso ajudou a pavimentar o caminho para aintrodução do sistema de carregamento de armas pela culatra (retrocarga).

### Venda perdida
O exército forneceu a Manton um canhão e financiamento, e em troca esperava uma arma muito melhorada. O projeto de Manton era superior, embora uma discussão sobre o montante e a forma do pagamento fizesse o exército declarar que era de pouco benefício; Manton acreditava que o acordo envolvia uma soma global de £ 30.000. O exército argumentou que, como já havia investido dinheiro (custos irrecuperáveis) em pesquisa e desenvolvimento, eles não queriam pagar uma quantia tão alta por um projeto que não havia sido testado em campo.
Manton patenteou seu projeto, forçando o Exército a negociar. O exército ofereceu-lhe uma comissão para cada projétil produzido, mas Manton recusou a oferta. Surpreendentemente para Manton, o exército manteve sua posição. Manton estava com medo de ter gasto tempo e dinheiro (incluindo parte dele) desenvolvendo uma arma que o exército não usaria. O Exército rejeitou sua oferta, segundo a qual o Exército poderia fazer os projéteis sem pagar royalties, enquanto Manton faria os copos de madeira.
Depois de mais de uma década de batalhas judiciais sem sucesso, Manton perdeu sua vasta fortuna e foi declarado falido em 1826. Sua oficina na Oxford Street foi confiscada e seu estoque de armas comprado por Joseph Lang, um aspirante a comerciante de armas cuja empresa acabaria se tornando parte da "Atkin , Grant e Lang". Lang é creditado com a abertura de uma das primeiras escolas de tiro nas dependências do Theatre Royal Haymarket.

## Legado
As armas de Manton continuam sendo alguns dos designs mais procurados da era da pederneira e podem render mais em leilão do que as espingardas da Holland & Holland. Sua equipe de trabalho incluía James Purdey (que fundou a Purdey's), Thomas Boss, William Greener, Charles Lancaster e William Moore. Esses cinco, criaram grandes empresas de armas.